# Ludwig von Haber
Pour les articles homonymes, voir Haber.
Ludwig-Joseph von Haber, Freiherr von Linsberg (15 juillet 1804, Karlsruhe – 1892), est un financier et homme politique autrichien.

## Biographie
Fils de Salomon von Haber, il suit comme son père la carrière de banquier.
Il est cofondateur du Österreichische Credit-Anstalt.
Il est membre de la Herrenhaus (en) (Reichsrat).

## Sources
- Eduard Maria Oettinger, Karl August Kesselmeyer, Moniteur des dates: Biographisch-genealogisch-historisches welt-register enthaltend die personal-akten der menschheit, d. h. den heimaths- und geburts-schein, den heirathsakt und todestag von mehr als 100,000 geschichtlichen persönlichkeiten aller zeiten und nationen von erschaffung der welt bis auf den heutigen tag, mit zahlreich eingestreuten noten aus allen zweigen der curiosität, Volumes 7 à 9, 1871
- Paul Herman Emden, Money Powers of Europe: In the Nineteenth and Twentieth Centuries, 1938